# Guerra e pace (film 1954)
Guerra e pace è un cortometraggio documentario diretto dal regista Luciano Emmer.